# Bistum Katsina-Ala
Das Bistum Katsina-Ala (lat.: Dioecesis Katsinensis-Alensis) ist eine in Nigeria gelegene römisch-katholische Diözese mit Sitz in Katsina Ala. Es umfasst die Local Government Areas Katsina-Ala, Logo und Ukum.

## Geschichte
Papst Benedikt XVI. gründete am 29. Dezember 2012 das Bistum aus Gebietsabtretungen des Bistums Makurdi und unterstellte es dem Erzbistum Abuja als Suffraganbistum.

## Bischöfe
- Peter Iornzuul Adoboh (2012–2020)[2]
- Isaac Bunde Dugu (seit 2022)